# Thyra Dyekjær
Thyra Dyekjær, född 1871, död 1956, var en dansk kommunalpolitiker (Det Konservative Folkeparti) och kvinnosakspolitiker.
Hon bildade Konservative Kvinders Studiekreds, senare Den Konservative Kvindekreds i Grenå. Hon var den första kvinnan i stadsfullmäktige i Grenå, där hon satt 1915-1941. 